# Fátima (Belém)
Fátima é um bairro central da cidade brasileira de Belém, capital do estado do Pará. Está no  Distrito Administrativo do Centro de Belém , geograficamente está inserido na Zona Centro-Sul de Belém, região que concentra os bairros nobres da cidade, segundo classificação do Instituto Brasileiro de Geografia e Estatística. Nos últimos anos o bairro vem sendo muito especulado pelas empresas imobiliárias, já que está em uma localização estratégica e próximo ao centro. Apesar de atualmente parte do bairro ainda possuir algumas moradias precárias, a região vem se remodelando e se incrementando, edifícios estão sendo construídos e moradias especuladas pelo mercado imobiliário↑ .
A ocupação inicial da região foi irregular e desordenada, neste período o bairro era conhecido como Matinha. No bairro da antiga Matinha havia muitos traficantes e o bairro era mal visto por todos, com a construção do Santuário de Fátima, o pároco da época Padre António Moraes Oliveira fez um abaixo assinado para a mudança do nome, que foi aceito por toda a comunidade na tentativa de mudar a imagem do bairro. Após a conclusão da paróquia, o bairro ganhou investimentos como macro drenagem, asfalto e outras obras de infraestrutura.
No mês de Maio acontece a Procissão das Velas, oportunidade em que mais de 250.000 fiéis vindos de toda parte da cidade visitam o bairro para prestar homenagem a Nossa Senhora de Fátima. Fátima conta com uma boa infraestrutura de transporte público, e diversos serviços entre farmácias, centros de saúde, bancos e feiras, além da proximidade vantajosa de três bairros que pertencem ao Distrito Adiministrativo do Centro, Umarizal, São Brás e Marco↑ .

## História
Nos primórdios da origem de Fátima, a área era apenas um pequeno ponto elevado onde lusitanos utilizavam o local para a criação de bodes. A ocupação inicial da região foi irregular e desordenada, este fato aconteceu em meados da década de 1950. Entre as décadas de 1960 e 1970, o bairro era conhecido como local violento, marginalizado e pobre. Havia muitos logradouros do bairro que era de difícil acesso por conta das ruas de terra irregulares e da grande quantidade de matagal, fato esse que originou o nome de Matinha. A presença desses lugarejos de difícil acesso fez com que muitos traficantes e criminosos se refugiassem ali, fazendo com que a violência no bairro fosse sempre amedrontadora. Por muitos anos os moradores do bairro sofreram por conta da violência e da falta de saneamento e infraestrutura↑ .
Em 1982, começou a construção da nova paróquia de Nossa Senhora de Fátima, no decorrer da obra, a antiga Matinha começava a ser vista sob outra ótica. Com a conclusão da igreja em 1990, o pároco do Santuário de Fátima na época Padre António Moraes Oliveira criou um requerimento para a mudança do nome do bairro da Matinha para Fátima, a proposta ganhou apoio dos moradores do bairro e essa mudança de nome transformou a imagem do bairro↑ .

### Toponímia
O primeiro nome do bairro foi Alto do Bode, nome pouco conhecido por seus moradores que remete a origem de um ponto elevado da cidade onde portugueses criavam bodes. Por possuir uma grande quantidade de matagal nas décadas de 60 e 70, o bairro passou a ser chamado de Matinha. Com a conclusão das obras do Santuário de Fátima, o bairro passou a se chamar Fátima↑ .

## Geografia
O bairro faz limites com a Pedreira ao Norte, o Umarizal a leste, São Brás ao sul e Marco a oeste. Está localizado geograficamente na Zona Centro-Sul da cidade. Com a área de 56,1 hectares, Fátima é o menor bairro de Belém↑ .
Fátima possui 22 Quarteirões, uma avenida, quatro ruas e quatro travessas.

## Principais vias
- Rua Diogo Moia - (Interliga Umarizal e Fátima.)
- Avenida Visconde de Inhaúma – (Única avenida do bairro, a via começa em Fátima, interrompendo e continuando na Travessa Mauriti, no bairro do Marco.)
- Rua Antônio Barreto – (É a mais movimentada de Fátima, inicia no Santuário de Fátima, partindo para o Umarizal.)
- Rua Domingos Marreiros – (Interliga Umarizal e Fátima.)
- Travessa 3 de Maio – (Liga Fátima aos bairros de São Brás e Cremação.)
- Travessa 14 de Abril – (Interliga Fátima ao São Brás, Cremação e Guamá.)
- Travessa Francisco Caldeira Castelo Branco – (Interliga Fátima aos bairros de São Brás e Guamá.)
- Passagem Boaventura da Silva - (Corta as principais vias da cidade)
- Avenida Duque de Caxias - (Interliga o bairro de Fátima com o bairro do Marco)
- Travessa Antônio Baena - (Interliga o bairro de Fatima com o bairro da Pedreira).

## Cultura

### Procissão das Velas
Realizada tradicionalmente desde 1966, a procissão das velas ou procissão luminosa deixa o Santuário de Fátima e percorre ruas dos bairros de Fátima, São Brás, Umarizal e Marco até retornar ao ponto de partida. A festividade é encerrada no dia seguinte, com a celebração de uma missa e a coroação de Nossa Senhora de Fátima, além de um arraial nos arredores da igreja↑ .

### Samba
A ES da Matinha é única escola de samba do bairro, fundada em 1979. É uma das mais tradicionais de Belém, adotando a cor verde claro e branco, seu nome ainda remete a origem denominação de Fátima↑ .

### Vida Noturna
Não há muitas opções devida noturna no bairro,moradores procuram lugares nos bairros de São Brás e Marco.

## Sociedade

### Moradores Ilustres
O bairro é berço do cantor e compositor Osvaldo de Oliveira, mais conhecido pela alcunha de Vavá da Matinha, o músico fez grande sucesso nos programas de auditório de Belém na década de 50↑ .

### Criminalidade
A falta de um policiamento efetivo é a única grande ponderação da área, já que a delegacia que atua no bairro é a mesma que está localizada em São Brás, fazendo com que Fátima ainda tenha um pouco da violência que afeta Belém↑ .

## Economia

### Mercado Imobiliário
O metro quadrado no bairro varia entre R$ 3 mil a R$ 4 mil, em média. O bairro vem crescendo de forma lenta, contudo se desenvolve. Além das especulações de edifícios residências, o antigo baixo comércio do bairro vem crescendo e nos últimos anos ganhou muitos estabelecimentos comerciais↑ .

### Serviços
Há em Fátima duas agências bancárias, três escolas particulares, duas grandes farmácias, pequenos estabelecimentos comerciais e dois hospitais: Unidade Municipal de Saúde de Fátima e o Hospital Geral Unimed. A proximidade de bairro que possuem uma grande rede de serviços acaba beneficiando os moradores de Fátima, que podem usufruir desses benefícios. Há várias linhas de ônibus que atendem Fàtima↑ .No bairro há um hipermercado Formosa que atende a região.

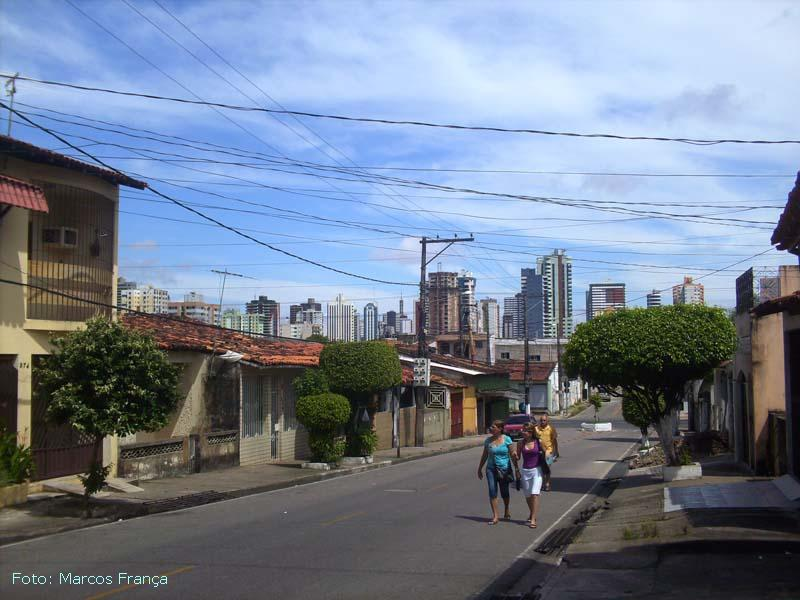

### Principais linhas de ônibus
| Linha | Nome                          | Empresa            | Tarifa  | Principais pontos do trajeto no bairro |
| ----- | ----------------------------- | ------------------ | ------- | --- |
| 446   | João Paulo II ↔ Ver-o-Peso    | Transurb           | R$ 3,60 | R. Antônio Barreto |
| 230   | Pedreira ↔ Felipe Patroni     | Transbcampos       | R$ 3,60 | Tv. 14 de Abril - R. Domingos Marreiros - Tv. Francisco Caldeira Castelo Branco - R. Antônio Barreto - Tv. 09 de Janeiro                            |
| 229   | Pedreira ↔ Condor             | Vialuz             | R$ 3,60 | R. Antônio Barreto - Tv. 09 de Janeiro |
| 417   | Alcindo Cacela ↔ José Malcher | Transportes Canadá | R$ 3,60 | Tv. 09 de Janeiro - R. Antônio Barreto - Av. Alcindo Cacela                                                                                         |
| 422   | Domingos Marreiros            | Transportes Canadá | R$ 3,60 | Av. Alcindo Cacela – R. Domingos Marreiros |
| 441   | Ceasa ↔ Felipe Patroni        | Arsenal            | R$ 3,60 | Tv. 14 de Abril - R. Domingos Marreiros - Tv. Francisco Caldeira Castelo Branco                                                                     |
| 325   | Canudos ↔ Ver-o-Peso          | São Luiz           | R$ 3,60 | R. Domingos Marreiros - Tv. 03 de Maio |
| 574   | Médici - Pte. Vargas          | Belém Rio          | R$ 3,60 | Av. Duque de Caxias - Tv. Castelo Branco - Av. Gov. José Malcher - Av. visconde de Souza Franco- Av.Pte. Vargas - Av. Nazaré - Av. Magalhães Barata |